# 宮窪漁港
宮窪漁港（みやくぼぎょこう）は、愛媛県今治市宮窪町宮窪にある漁港。管理者は今治市。
瀬戸内しまなみ海道振興協議会の船便案内では「宮窪港」と表記されている。

## 航路
- シーセブン
  - 宮窪（大島） - 鵜島 - 尾浦（伯方島）